# کسی قیفاووس
کسی قیفاووس (انگلیسی: Xi Cephei) یا قُرحه (Kurhah)، یک ستاره غول نارنجی در صورت فلکی قیفاووس است که در فاصله تقریبی ۱۰۲ سال نوری از زمین قرار دارد. این ستاره با قدر ظاهری ۴٫۲۶، با چشم غیر مسلح به راحتی قابل مشاهده است.
کسی قیفاووس یک ستاره متغیر از نوع نیمه منظم است، به این معنی که درخشندگی آن به‌طور نامنظم تغییر می‌کند. این تغییرات ناشی از ضربان‌های ستاره و تغییرات در اندازه و دما آن است. دوره تناوب این تغییرات حدود ۱۵۰ روز است، اما دامنه تغییرات درخشندگی نسبتاً کم است و تنها در حدود ۰٫۱ قدر است.
کسی قیفاووس در فرهنگ‌های باستانی نیز شناخته شده بود و زکریای قزوینی به آن نام قرحه داد که از واژه‌ای عربی به معنای «لکه کم‌رنگ پیشانی اسب» گرفته شده است که احتمالاً به تغییرات درخشندگی آن اشاره دارد. 
کسی قیفاووس یک هدف رصدی و فرصتی برای مشاهده یک ستاره غول متغیر فراهم می‌کند.